# Amerikai kuhi
Az amerikai kuhi (Elanus leucurus) a madarak osztályának vágómadár-alakúak (Accipitriformes) rendjébe, ezen belül a vágómadárfélék (Accipitridae) családjába tartozó faj.

## Rendszerezése
A fajt Louis Pierre Vieillot francia ornitológus írta le 1818-ban, Milvus nembe Milvus leucurus néven.

## Alfajai
- dél-amerikai fehértorkú kuhi (Elanus leucurus leucurus), Közép- és Dél-Amerika
- északi fehértorkú kuhi (Elanus leucurus majusculus), Amerikai Egyesült Államok és Mexikó

## Előfordulása
Észak-Amerika nyugati részétől Közép-Amerikán keresztül, Argentínáig honos. Ttermészetes élőhelyei a mérsékelt övi erdők, szubtrópusi és trópusi szavannák és cserjések, édes és sós vizek környékén, de megtalálható az emberek közelében is. Vonuló faj.

## Megjelenése
Testhossza 35–43 centiméter, szárnyfesztávolsága 88–102 centiméter, testtömege pedig 241–375 gramm. Szeme vörös. Háta világos kékesszürke, válla sötétebb, hasi része fehér.
|  |  |

## Természetvédelmi helyzete
Az elterjedési területe rendkívül nagy, egyedszáma pedig növekszik. A Természetvédelmi Világszövetség Vörös listáján nem fenyegetett fajként szerepel.